# Narumi Kakinouchi
Narumi Kakinouchi (垣野内成美, Kakinouchi Narumi) ou Narumi Hirano (平野成美, Hirano Narumi) est une mangaka, illustratrice, animatrice, cheffe-animatrice, character designer, et réalisatrice d'animation japonaise, née le 21 mars 1962 à Osaka.

## Biographie
Narumi Kakinouchi est née au Japon, dans la préfecture d'Osaka. Après avoir obtenu son diplôme à la fin du lycée, elle commence à travailler au Studio Beebo sous la direction de Tomonori Kogawa (ja) et fait ses débuts dans l'animation avec son travail sur la série de 1980, Space Runaway Ideon (en). Elle continue ensuite au Studio Io, Artland, AIC et d'autres studios où elle est intervalliste, animatrice-clé et cheffe-animatrice pour de nombreuses séries télévisées et OVA.
En avril 1988, elle co-écrit le premier manga de sa carrière, Vampire Princess Miyu, sérialisé dans le magazine de prépublication de mangas mensuel, Susperia de l'éditeur Akita Shoten. Elle attire ensuite l'attention en tant que character designer, story-boarder et cheffe-animatrice pour les OVA de Vampire Princess Miyu en juillet 1988.
Narumi Kakinouchi fait ses débuts en tant que réalisatrice en 1990 avec Ryokunohara Meikyū, en plus d'être la conceptrice des personnages, scénariste, story-boarder et cheffe-animatrice pour l'OVA.
En plus de son travail pour les mangas, elle travaille également en tant qu'illustratrice pour de nombreux livres, des couvertures d'albums, un jeu de cartes et la couverture du Lemon People, un magazine de mangas pour adultes,.
En 2004, elle commence la sérialisation du manga Yakushiji Ryōko no Kaiki Jikenbo (en) dans le Magazine Z chez Kodansha. Le manga est basé sur le récit de Yoshiki Tanaka, avec qui elle a collaboré depuis 1996 en tant qu'illustratrice pour les light novels de la série du même nom, Yakushiji Ryōko no Kaiki Jikenbo.
En 2012, elle est jury pour le Dengeki Comic Japan Digital Manga Rookie of the Year Award.
Après une interruption de 12 ans, en 2014, elle revient travailler dans l'animation, en tant que cheffe-animatrice d'épisodes de séries animées tels que The Pilot's Love Song, Date A Live II, Aldnoah.Zero, Psycho-Pass 2, Shirogane no Ishi Argevollen, The Testament of Sister New Devil, ainsi que des épisodes télévisés et un téléfilm de Lupin III.
Ses mangas sont majoritairement publiés chez Akita Shoten et Kōdansha.
L'auteure a fait diverses séances d'autographes suivis de talk-show au Japon, comme en 2009 à Akihabara (Tokyo), en 2010 à Tokyo, en 2012 à Tokyo et Osaka, en septembre 2017 à Akihabara avec Kia Asamiya puis à Osaka en octobre 2017, en 2018 à Tokyo, et fin 2021 à Osaka et Tokyo,,,,,. Les dernières expositions se sont tenues en mai 2022 à Tokyo puis novembre et décembre 2022 à Tokyo et Osaka,.
Depuis 2020, elle fait des promotions de ses séries et montre la réalisation de ses illustrations couleurs sur Youtube,.
En France, elle s'est fait connaître en 1999 avec la sortie de Princesse Vampire Miyu aux éditions Atomic Club. Quelques-unes de ses œuvres sont également sorties comme Dahlia le Vampire en 2000 et Princesse Vampire Miyu - La nouvelle saison en 2002 chez le même éditeur, en 2003 Lin 3 chez Pika Edition, puis la dernière série licenciée et en arrêt de commercialisation Vampire Princess sortie en 2012 chez Panini. En termes d'animation, l'OVA de Princesse Vampire Miyu est sorti en 2001 chez Pathé.
Elle semble ne pas avoir eu de récompense dans sa carrière.
Elle est mariée au scénariste et réalisateur d'animation, Toshiki Hirano, avec qui elle a fréquemment collaborée pour différents mangas et animés,. Lorsqu'elle est créditée, il arrive parfois qu'elle utilise le nom Narumi Kakinouchi ou Narumi Hirano. 

## Animation

### Séries télévisées
Liste des séries télévisées auxquelles a participé Narumi Kakinouchi : 
- 1980 : Space Runaway Ideon (intervalliste)
- 1981 : Beast King GoLion (intervalliste)
- 1982 : Gigi (animatrice-clé pour les épisodes 10 et 15)
- 1982 : The Super Dimension Fortress Macross (animatrice-clé pour les épisodes 4, 7, 12, 19, 26, 31, 36, assistante directrice d'animation pour les épisodes 19 et 26)
- 1983 : Dr. Slump (intervalliste pour les épisodes 3 et 5, animatrice-clé pour l'épisode 52)
- 1983 : Lamu (intervalliste, animatrice-clé pour les épisodes 91, 108, 113)
- 1983 : Plawres Sanshiro (animatrice-clé pour l'épisode 28)[18]
- 1983 : Tao Tao (animatrice-clé)
- 1984 : Les Koalous (animatrice-clé pour les épisodes 12 et 16)
- 1985 : Emi magique (cheffe-animatrice de l'épisode 34)
- 1985 : Ninja Senshi Tobikage (cheffe-animatrice des épisodes 25, 41)
- 1986 : Susy aux fleurs magiques (cheffe-animatrice de l'épisode 25)
- 1987 : Max et Compagnie (animatrice des génériques de début et de fin 1 pour les épisodes 1 à 19)
- 1998 : Vampire Princess Miyu (character designer, animatrice-clé pour le générique de début et l'épisode 25)
- 2002 : Strange Steel Fairy Rouran (animatrice-clé pour le générique de début)
- 2014 : Aldnoah.Zero (cheffe-animatrice l'épisode 3)
- 2014 : Date A Live II (assistante directrice d'animation pour l'épisode 1, cheffe-animatrice de l'épisode 4, 6, 7, animatrice-clé pour le générique de fin)
- 2014 : Gonna be the Twintails !! (animatrice-clé pour le générique de fin, assistante directrice d'animation)
- 2014 : Gugure! Kokkuri-san (story-boarder de l'épisode 10, animatrice-clé pour les épisodes 10, 12)
- 2014 : Kagero Project (animatrice-clé pour l'épisode 9)
- 2014 : Kuroko's Basket - Saison 2 (animatrice-clé pour l'épisode 40)
- 2014 : Nisekoi (animatrice-clé pour l'épisode 5)
- 2014 : Psycho-Pass 2 (cheffe-animatrice de l'épisode 3)
- 2014 : Seirei Tsukai no Blade Dance (story-boarder pour le générique de début et l'épisode 8)
- 2014 : Sengoku Basara : End of Judgement (cheffe-animatrice pour l'épisode 8)
- 2014 : Shirogane no Ishi : Argevollen (assistante directrice d'animation de l'épisode 17, cheffe-animatrice et animatrice-clé de l'épisode 22)
- 2014 : The Testament of Sister New Devil (animatrice-clé pour le générique de début, assistante directrice d'animation pour l'épisode 2)
- 2014 : The Pilot's Love Song (cheffe-animatrice de l'épisode 6, animatrice-clé pour les épisodes 1, 12, 13)
- 2015 : Aldnoah.Zero 2 (cheffe-animatrice l'épisode 14)
- 2015 : Beautiful Bones (animatrice-clé pour le générique de fin)
- 2015 : Castle Town Dandelion (animatrice-clé pour le générique de fin)
- 2015 : High School DxD (story-boarder pour l'épisode 10)
- 2015 : Lupin III Part IV (cheffe-animatrice de l'épisode 8)
- 2016 : Active Raid : Kidou Kyoushuushitsu Dai Hakkei (cheffe-animatrice des épisodes 9 et 11)
- 2016 : Active Raid : Kidou Kyoushuushitsu Dai Hakkei - Saison 2 (cheffe-animatrice de l'épisode 1)
- 2016 : High School Fleet (cheffe-animatrice de l'épisode 1)
- 2016 : Trickster: Edogawa Ranpo Shônen Tantei-dan Yori (animatrice-clé pour le générique de début et l'épisode 13, dessins pour le générique de fin 2, cheffe-animatrice et animatrice-clé pour les épisodes 1, 5, 10, 19, 24)
- 2018 : Lupin III Part 5 (cheffe-animatrice de l'épisode 5, animatrice-clé pour l'épisode 7)
- 2018 : Megalo Box (animatrice-clé pour l'épisode 4)
- 2018 : ReLife (cheffe-animatrice de l'épisode 17)
- 2019 : Lupin III : Au revoir partenaire (cheffe-animatrice, animatrice-clé)
- 2019 : Lupin III : Prison of the Past (animatrice-clé)[19]
- 2021-2022 : Lupin III Part 6 (dessinatrice pour le générique de début, animatrice-clé pour les épisodes 1, 2 et 13)
- 2022 : Détective Conan : Apprenti Criminel (animatrice-clé pour l'épisode 7)

### Films d'animation
- 1982 : Space Runaway Ideon : A Contact / Be Invoked (animatrice)
- 1983 : Crusher Joe (animatrice-clé)
- 1984 : Macross, le film (assistante réalisatrice d'animation)
- 2014 : Space Battleship Yamato 2199 : Odyssey of the Celestial Ark (cheffe-animatrice)
- 2016 : The Moment You Fall in Love (story-boarder)
- 2016 : Zutto Mae Kara Suki Deshita : Kokuhaku Jikkō Iinkai (story-boarder)

### OVA
- 1985 : Cream Lemon (animatrice-clé, cheffe-animatrice pour les épisodes 7 et 12)
- 1985-1987 : Iczer One (animatrice-clé pour les épisodes 1 à 3, cheffe-animatrice pour les épisodes 2 et 3)
- 1985 : Megazone 23 (animatrice-clé, cheffe-animatrice)
- 1986 : Cosmos Pink Shock (animatrice-clé)
- 1987 : Daimajuu Gekitou Hagane no Oni (animatrice-clé)
- 1987-1989 : Dangaioh (animatrice-clé pour les génériques de début et de fin, cheffe-animatrice des épisodes 1 et 3)
- 1988-1989 : Vampire Princess Miyu (character designer, story-boarder, cheffe-animatrice)
- 1990-1991 : Iczer Reborn ou Aventure! Iczer-3 (animatrice-clé pour le générique de début et les épisodes 4 et 6)
- 1990 : Ryokunohara Meikyū (réalisatrice, character designer, scénariste, story-boarder, cheffe-animatrice)
- 1991 : Neko Neko Gensoukyoku (character designer)
- 1994 : Angel Cop (animatrice-clé pour l'épisode 6)

### Court-métrage
- 1983 : Daicon IV opening animation (animatrice-clé)

## Œuvres

### Mangas
Liste des mangas réalisés et coréalisés par Narumi Kakinouchi : 
- 1988-2002 : Vampire princess Miyu (吸血姫美夕, Kyuuketsuhime Miyu?), Horror Comics, Akita Shoten, 10 tomes, avec Toshiki Hirano
  - 1990-1995 : Vampire Princess Yui (吸血姫夕維, Kyuuketsuhime Yui?), spin-off, Suspiria Mystery, Akita Shoten, 05 tomes
  - 1992-1994 : Princesse Vampire Miyu : La Nouvelle Saison (新・吸血姫美夕, Shin Kyuuketsukihime Miyu?), suite, Suspiria Mystery, Akita Shoten, 05 tomes, avec Toshiki Hirano
  - 2002-2005 : Vampire Princess Yui: Kanonshou (吸血姫夕維・香音抄, Kyuuketsuhime Yui: Kanonshou?), Suspiria Mystery, Akita Shoten, 08 tomes
  - 2010-2012 : Vampire Princess (吸血姫 ヴァンパイア・プリンセス, Kyuuketsu Hime (Vanpaia Princesu)?), Flex Comix Flare, Holp Shuppan, 05 tomes avec Toshiki Hirano
  - 2017-2018 : Vampire Princess Yui : Final Chapter (吸血姫夕維 最終章吸血姫, Kyuuketsuki Yui: Saishuushou?), Champion Cross, Akita Shoten, 02 tomes
  - 2017-2021 : Vampire Miyu : Saku (吸血姫美夕 朔, Kyuuketsuki Miyu: Saku?), Champion Cross, Akita Shoten, 07 tomes, avec Toshiki Hirano
- 1989 : Mermaid Trip (マーメイドトリップ, Mēmaido Torippu?), Tokuma Shoten (Animage Bunko), 01 tome, avec Toshiki Hirano
- 1990 : Isei Gakuen Elistaers (異星学園エリスターズ, Isei Gakuen Erisutāzu?), Susperia Mystery, Akita Shoten puis Beaglee, 01 tome, avec Toshiki Hirano
- 1990-1997 : My Code Name is Charmer (コードネームはCHARMER, Kōdo Nēmu wa Charmer?), Suspiria Mystery, Akita Shoten, 04 tomes
- 1991-1999 : Moon Princess (ムーンプリンセス, Mūn Purinsesu?), Kadokawa Shoten (Asuka Comics DX), 02 tomes 
  - 1999 : Moon Princess: Red Moon (ムーンプリンセスRED MOON, Mūn Purinsesu Red Moon?), Kadokawa Shoten (Asuka Comics DX), 01 tome
- 1994-1995 : Le Masque (マスク, Masuku?), Margaret, Shûeisha, 02 tomes
- 1994-1999 : Magic at 3:00pm (午後3時の魔法, Gogo 3ji no Mahō?), Afternoon, Kodansha, 04 tomes
- 1994 : Mengenso (面幻想, Mengensō?), CAIN, Gakken - Gakushuu Kenkyuusha, 01 tome
- 1996-2004 : Dahlia, le Vampire (ダリア ヴァンパイア, Daria Vanpaia?), Suspiria Mystery, Akita Shoten, 02 tomes
  - 2005 : China Blue Jasmine (チャイナ・ブルーJASMINE, Chaina Burū Jasmine?), Suspiria Mystery, Akita Shoten, 01 tome
- 1996 : Utahime Fight! (歌姫FIGHT!, Utahime Fighto!?), avec Keep Trust : Shinrai no Kizuna (KEEP TRUST -信頼の絆-?) et Snow Sugar, Kodansha, 01 tome[21]
- 1996-1997 : The Wanderer (ザ・ワンダラー, Za Wandarā?), Suspiria Mystery, Akita Shoten, 03 tomes
- 1997-2007 : Koi Suiren (恋水蓮, Koi Suiren?), CAIN puis Comic Eyes, Gakken - Gakusha Kenkyûsha puis Shûeisha (Home-Sha), 02 et 05 tomes
- 1997-1999 : Kung-Fu Girl Juline (格闘小娘JULINE, Kakutō Komusume Juline?), Amie, Kodansha, 05 tomes 
  - 2000-2001 : Lin 3 (風雲三姉妹LIN³, Fūun Sanshimai Lin³?), suite, Magazine Z, Kodansha, 05 tomes
  - 2002-2003 : Shaolin Sisters: Reborn (新・風雲三姉妹特LIN, Shin Fūun Sanshimai Toku Lin?), suite, Magazine Z, Kodansha, 04 tomes, avec Toshiki Hirano
- 2004-2009 : Le recueil des faits improbables de Ryoko Yakushiji (薬師寺涼子の怪奇事件簿, Yakushiji Ryōko no Kaiki Jikenbo?), Magazine Z, Kodansha, 11 tomes, avec Yoshiki Tanaka
  - 2009 : Le recueil des faits improbables de Ryōko Yakushiji : La brume du visiteur (薬師寺涼子の怪奇事件簿 霧の訪問者, Yakushiji Ryôko no Kaiki Jikenbo : Kiri no Hōmon-Sha?), Afternoon, Kodansha, 02 tomes, avec Yoshiki Tanaka
  - 2010 : Le recueil des faits improbables de Ryōko Yakushiji : Le mercredi, prudence (薬師寺涼子の怪奇事件簿 水妖日にご用心, Yakushiji Ryôko no Kaiki Jikenbo : Suiyō-bi ni Goyōjin?), Afternoon, Kodansha, 02 tomes, avec Yoshiki Tanaka
  - 2012 : Le recueil des faits improbables de Ryōko Yakushiji : Le maneki-neko de sa majesté  (薬師寺涼子の怪奇事件簿 女王陛下の招き猫, Yakushiji Ryôko no Kaiki Jikenbo : Joōheika no Manekineko?), Afternoon, Kodansha, 01 tome, avec Yoshiki Tanaka
  - 2012-2013 : Le recueil des faits improbables de Ryōko Yakushiji : La reine des Enfers (薬師寺涼子の怪奇事件簿 魔境の女王陛下, Yakushiji Ryôko no Kaiki Jikenbo : Makyō no Joōheika?), Afternoon, Kodansha, 02 tomes, avec Yoshiki Tanaka
- 2005 : Ruby Blood (ルビー・ブラッド, Rubī Buraddo?), Suspiria Mystery, Akita Shoten, 02 tomes
- 2007 : Wraith Sweeper (レイスイーパー, Reisuīpā?), Monthly Shonen Fang, Leed, 02 tomes
  - 2008-2010 : Wraith Sweeper Cross (レイスイーパー CROSS, Reisuīpā Kurosu?), Monthly Comic Rush, Jive, 07 tomes
- 2011-2012 : Fairy Jewel (フェアリー ジュエル, Feari Jueru?), Dengeki Comic Japan, ASCII - Mediaworks, 02 tomes
- 2021- : Akuma Gakkou ni Kayou Ochikobore Saikyou Seijo ga Konoyo no Seigi wo Zen hitei (悪魔学校にかよう落ちこぼれ最強聖女がこの世の正義を全否定?), Manga Cross, Akita Shoten, avec Kenji Saitou

### Illustrations de romans
Liste des livres que Narumi Kakinouchi a illustrée, classée par ordre alphabétique d'auteurs :
- Koi Shōjo wa Meitantei (恋少女は名探偵?), de Kae Oda (1991)
- Koi Shōjo wa Meitantei 2: I Love You wa Kikoenai (アイラブユーは聴こえない 恋少女は名探偵2?), de Kae Oda (1991)
- Koi Shōjo wa Meitantei 3: Koibito Game (恋人ゲーム 恋少女は名探偵3?), de Kae Oda (1991)
- Girl (ガール, Gāru?), de Kei Zushi (1991)
- Kagami no Naka no Atashi e... (鏡の中のあたしへ…?), de Mariko Aihara (1991)
- Nagai Nagai Yoru no Mahō (長い長い夜の魔法?), de Mariko Aihara (1991)
- Saka no Ie no Himitsu (坂の家の秘密?), de Mariko Aihara (1992)
- Ushinawareta Koi no Monogatari (失われた恋の物語?), de Mariko Aihara (1992)
- Yureru Manazashi (揺れる眼差し?), de Rie Akagi (1995)
- Refrain (リフレイン, Rifurein?), de Rin Sawamura (2012)
- Le recueil des faits improbables de Ryōko Yakushiji : Cauchemar Tokyoïte (薬師寺涼子の怪奇事件簿 	東京ナイトメア, Yakushiji Ryôko no Kaiki Jikenbo : Tōkyō Naitomea?), de Yoshiki Tanaka (1999)
- Le recueil des faits improbables de Ryōko Yakushiji : Démon blanc de Noël (薬師寺涼子の怪奇事件簿 白魔のクリスマス, Yakushiji Ryôko no Kaiki Jikenbo : Akuma no Kurisumasu?), de Yoshiki Tanaka (2018)
- Le recueil des faits improbables de Ryōko Yakushiji : L'île de l'araignée noire (薬師寺涼子の怪奇事件簿 黒蜘蛛島, Yakushiji Ryôko no Kaiki Jikenbo : Kuro Kumo Shima?), de Yoshiki Tanaka (2003)
- Le recueil des faits improbables de Ryōko Yakushiji : La brume du visiteur (薬師寺涼子の怪奇事件簿 霧の訪問者, Yakushiji Ryôko no Kaiki Jikenbo : Kiri no Hōmon-Sha?), de Yoshiki Tanaka (2006)
- Le recueil des faits improbables de Ryōko Yakushiji : La chanson lumineuse (薬師寺涼子の怪奇事件簿 夜光曲, Yakushiji Ryôko no Kaiki Jikenbo : Yakōkyoku?), de Yoshiki Tanaka (2005)
- Le recueil des faits improbables de Ryōko Yakushiji : La chose venant de la mer (薬師寺涼子の怪奇事件簿 	海から何かがやってくる, Yakushiji Ryôko no Kaiki Jikenbo : Umi Kara Nanika ga Yattekuru?), de Yoshiki Tanaka (2015)
- Le recueil des faits improbables de Ryōko Yakushiji : La reine des Enfers (薬師寺涼子の怪奇事件簿 魔境の女王陛下, Yakushiji Ryôko no Kaiki Jikenbo : Makyō no Joōheika?), de Yoshiki Tanaka (2012)
- Le recueil des faits improbables de Ryōko Yakushiji : Le mercredi, prudence (薬師寺涼子の怪奇事件簿 水妖日にご用心, Yakushiji Ryôko no Kaiki Jikenbo : Suiyō-bi ni Goyōjin?), de Yoshiki Tanaka (2007)
- Le recueil des faits improbables de Ryōko Yakushiji : Les funérailles de Cléopâtre (薬師寺涼子の怪奇事件簿 クレオパトラの葬送, Yakushiji Ryôko no Kaiki Jikenbo : Kureopatora no Sōsō?), de Yoshiki Tanaka (2001)
- Le recueil des faits improbables de Ryoko Yakushiji : Paris, l'étrange capitale attractive (薬師寺涼子の怪奇事件簿 巴里 ・ 妖 都 変, Yakushiji Ryôko no Kaiki Jikenbo : Paris Yōto-hen?), de Yoshiki Tanaka (2000)
- Le recueil des faits improbables de Ryōko Yakushiji : Tour du diable (薬師寺涼子の怪奇事件簿 魔天楼, Yakushiji Ryôko no Kaiki Jikenbo : Matenrō?), de Yoshiki Tanaka (1996)
- Angel Eyes (エンジェル・アイズ 精霊王国, Enjeru Aizu Shōryō ōkoku?), de Yūji Watanabe (1990)

### Autres
- 1986 : livres d'illustrations de l'OAV, Cream Lemon, Mako Sexy Symphony Part 7 (part 1), Part 12 (part 2)
- 1986 : livre d'illustrations de l'OAV, Cream Lemon Twin Series, Mako Edition, vol.3
- 1992 : Film Collection - Vampire Princess Miyu, Volume 1 et 2 (version OAV)
- 1993-1998 : illustrations pour les pochettes d'album des cd-dramas de Vampire Princess Miyu (11)[22]
- 1998 : Film Story Vampire Princess Miyu, Volume 1 (épisodes 1 à 3 de l'animé)
- 1998 : artbook, Vampire Princess Miyu
- 1999 : livret, Zoku Hatsukoi Monogatari : Shūgakuryokō
- 2002 : illustrations pour le jeu de cartes Aquarian Age[23],[24],[25]
- 2006 : artbook, Yakushiji Ryouko no Kaiki Jikenbo - Flawless
- 2007 : pochette d'album, Everything de Fluke Beauty
- 2011 : magazine Weekly Manga Japanese History (週刊マンガ日本史?) numéro 27 (et numéro 47 en 2016 pour une nouvelle compilation appelée Weekly Manga Japanese History Revised Edition) - l'histoire d'Izumo no Okuni, avec Hiro Kitajima au scénario[26],[27]

## Travaux en tant que parolière
- 1991 : chansons pour le cd-drama My Code Name is Charmer (Fairy Land Baloon et Green Angel)
- 1993 : thème de Miyu pour le cd-drama Shin Vampire Miyu Seiyou Shinma-hen Drama Album 1 (Rinbu no Mori)
- 1993 : thème de Miyu et Larva pour le cd-drama Shin Vampire Miyu Seiyou Shinma-hen Drama Album 3 (Kugutsu Gensou)
- 1994 : thème de Miyu et Larva pour le cd-drama Shin Vampire Miyu Seiyou Shinma-hen Drama Album 6 (Hishou Maboroshi Yoru)
- 1994 : chanson de Miyu pour le cd-drama Shin Vampire Miyu Seiyou Shinma-hen Drama Album 6 (Shoushi no Temari Uta)
- 1997 : générique de fin 1 de Vampire Princesse Miyu de l'épisode 1 à 25 (Miyu Yachiyo)
- 1997/1998 : générique de fin 2 de Vampire Princesse Miyu, 26e épisode (Manmaru Temari Uta)
- 1998 : Vampire Miyu Radio Drama Theme Song (Vampire Miyu et Reiha Hitori)

## Jeux vidéo
- 1989 : Arcus II: Silent Symphony (アークスII - キャラクターデザイン・原画, Ākusu II - kyarakutādezain genga?) (directrice artistique)
- 1997 : Sega Saturn Sequel First Love Story : School Trip (続 初恋物語 〜修学旅行〜, Zoku Hatsukoi Monogatari 〜Shūgaku Ryokō〜?) (character designer)
- 1999 : Click Manga : Le Fantôme de l'Opéra (クリックまんが オペラ座の怪人, Kurikku manga operazanokaijin?) (créatrice de dessins originaux, character designer)
- 2003 : Vampire Princess Yui Senyasyo (吸血姫夕維 〜千夜抄〜, Kyūketsu Hime Yui 〜Sen'ya-shou〜?) (character designer)

## Adaptations

### OVA
- 1988-1989 : Vampire Princess Miyu

### CD-Drama
- 1991 : My Code Name is Charmer (1)
- 1993-1998 : Vampire Princess Miyu
- 2007 : Wraith Sweeper (1)[28]

### Anime
- 1997-1998 : Vampire Princess Miyu (studio AIC)
- 2008 : Yakushiji Ryōko no Kaiki Jikenbo (studio Doga Kobo)

### Jeu Vidéo
- 2003 : Vampire Princess Yui Senyasyo (吸血姫夕維 〜千夜抄〜, Kyūketsu Hime Yui 〜Sen'ya-shou〜?), PlayStation 2